# Hajdu Attila (labdarúgó)
Hajdu Attila (Budapest, 1971. április 13. –)  magyar válogatott labdarúgó. Édesapja Hajdú József, labdarúgó. 2006 óta a Sport Tv szakkommentátora.

## Pályafutása

### Labdarúgóként
1979-ben jelentkezett játékra a Ferencvárosban. Egyhetes edzésre járás után edzője – emlékezve édesapja tehetségére – beállította a kapuba. Az utánpótlás ranglétrát a serdülőtől az ifjúsági korosztályig végigjárta, felnőtt karrierjét azonban más csapatokban kezdte, Vácott, Szegeden, majd Csepelen. 1995-ben hívta vissza  nevelőegyesülete a Ferencváros, ahol a bajnokcsapat kapujába állt be és egyik főszereplője lett a BL csoportkörbeli szereplésnek. A szezon végén bajnoki címet szerzett. Tehetségére már csepeli játékosként felfigyeltek a válogatottnál, Mészöly Kálmán szövetségi kapitány idején Mexikóban mutatkozott be a nemzeti csapatban, amit még 9 válogatott fellépés követett. Érdekesség, hogy bár fellépései száma nem sok, de négy szövetségi kapitány is behívta (Mészöly Kálmán, Csank János, Bicskei Bertalan, Gellei Imre). Magas (186 cm), erős testi felépítésű, ruganyos izomzata lehetővé tette szakmai eredményességét. Az MTK játékosaként egy ütközés után megrepedt a veséje. Felépülése után a Sopronba igazolt, de fél év után visszavonult a profi labdarúgástól.
Játékosként a Ferencváros, a Váci Izzó MTE (1991–92), a Szeged SE (1993), a Csepel (1993–95), a Ferencváros (1995–98), a német Fortuna Köln (1998–2000), a Vasas (2000–01), az MTK Budapest FC (2001–03), a Matáv Sopron (2004) kapusa.

### Polgári foglalkozás
Elvégezte a Testnevelési Főiskolán a sportmenedzseri szakot, de az edzői pályát nem vállalva megélhetését másból biztosítja. Családi vállalkozásban működtetnek egy kávézót.

## Sikerei, díjai
Egyéni
- Háda-vándordíjas (az Év Kapusa) (1996)

Ferencváros
- Magyar bajnok (1996)
- Bajnokok Ligája-résztvevő (1995–1996)

MTK Hungária
- Magyar bajnok (2003)

## Statisztika

### Mérkőzései a válogatottban
| Magyarország | Magyarország        | Magyarország                 | Magyarország | Magyarország | Magyarország            | Magyarország | Magyarország | Magyarország |
| #            | Dátum               | Helyszín                     | Hazai        | Eredmény     | Vendég                  | Kiírás       | Gólok        | Esemény      |
| ------------ | ------------------- | ---------------------------- | ------------ | ------------ | ----------------------- | ------------ | ------------ | ------------ |
| 1.           | 1994. december 14.  | Mexikóváros, Azték-stadion   | Mexikó       | 5 – 1        | Magyarország            | barátságos   | -            | 54'          |
| 2.           | 1995. március 8.    | Budapest, Fáy utcai Stadion  | Magyarország | 3 – 1        | Lettország              | barátságos   | -            | 86'          |
| 3.           | 1995. október 11.   | Zürich                       | Svájc        | 3 – 0        | Magyarország            | Eb-selejtező | -            |              |
| 4.           | 1995. november 11.  | Budapest, Fáy utcai Stadion  | Magyarország | 1 – 0        | Izland                  | Eb-selejtező | -            |              |
| 5.           | 1996. április 10.   | Eszék                        | Horvátország | 4 – 1        | Magyarország            | barátságos   | -            |              |
| 6.           | 1996. június 1.     | Budapest, Népstadion         | Magyarország | 0 – 2        | Olaszország             | barátságos   | -            |              |
| 7.           | 1996. augusztus 14. | Siófok                       | Magyarország | 3 – 1        | Egyesült Arab Emírségek | barátságos   | -            | 54'          |
| 8.           | 1998. április 20.   | Teherán, Azadi Stadion       | Irán         | 0 – 2        | Magyarország            | LG-kupa      | -            |              |
| 9.           | 1998. április 22.   | Teherán, Azadi Stadion (IRN) | Macedónia    | 0 – 0        | Magyarország            | LG-kupa      | -            |              |
| 10.          | 1998. május 27.     | Nyíregyháza, Városi Stadion  | Magyarország | 1 – 0        | Litvánia                | barátságos   | -            |              |
|              | Összesen            |                              |              | 10           | mérkőzés                |              | 0            | gól          |